# Russell Myers
Russell Myers, född 9 oktober 1938 i Pittsburg, Kansas, är en amerikansk serieskapare. Han är mest känd för sin dagspresserie Kvast-Hilda.

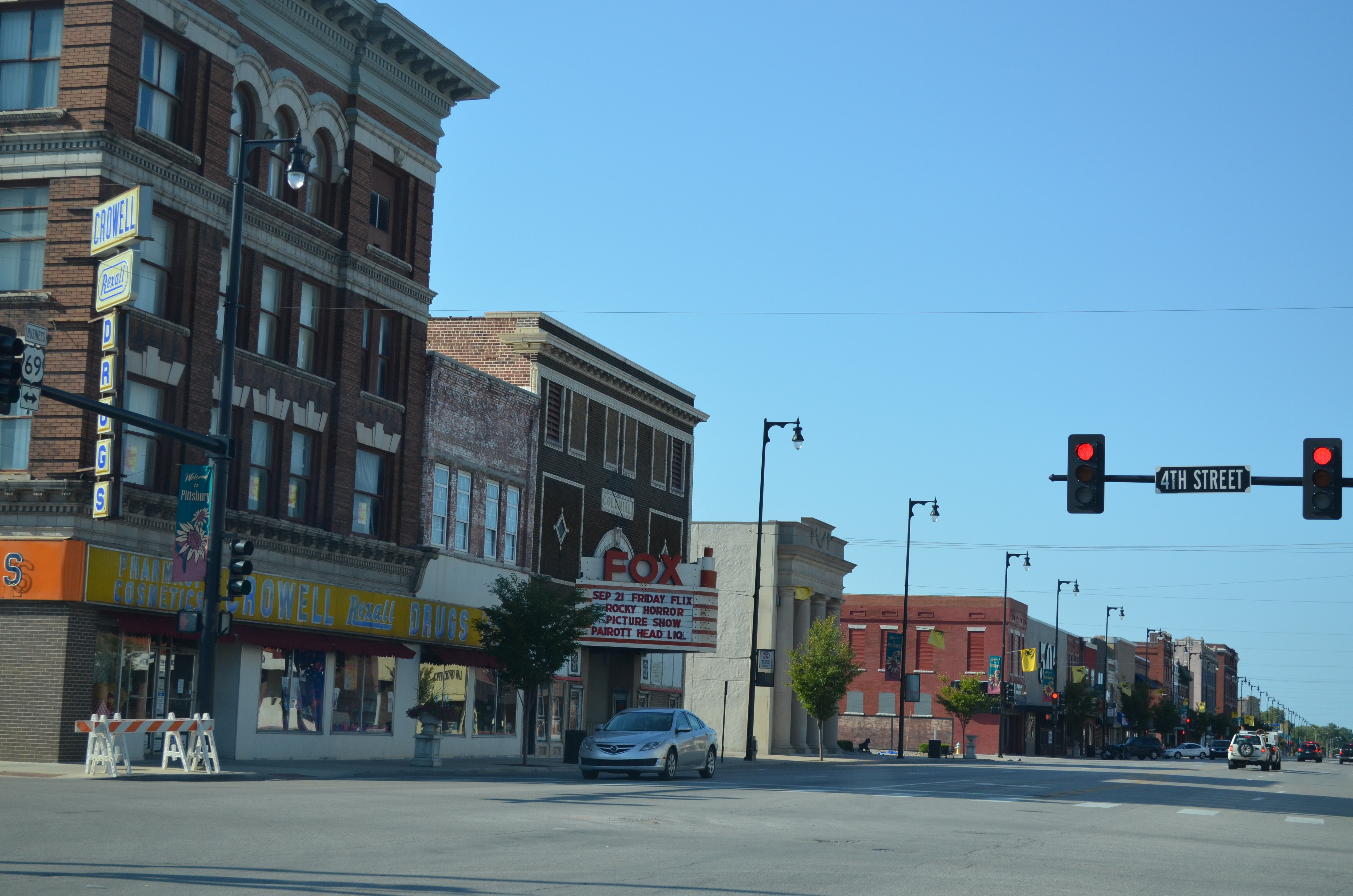
Pittsburg, Kansas, födelseort för Russell Myers.

## Biografi

### Bakgrund och Kvast-Hilda
Myers föddes i Pittsburg i Kansas men växte upp i den angränsande delstaten Oklahoma, där hans far var lärare på University of Tulsa. Myers blev redan tidigt intresserad av att teckna. 1960 började han arbeta för Hallmark Cards som illustratör för gratulationskort. Han tecknade – och emellanåt även skickade in – serieförslag på sin fritid.
Idén till Kvast-Hilda kom ursprungligen från författaren Elliott Caplin, bror till Knallhattens skapare Al Capp. Caplin beskrev figurerna för Myers, som sedan formgav dem och började skriva seriemanus. Caplin fungerade som Myers affärsagent och skickade in serien till Chicago Tribune Syndicate. De antog serien, som publicerades för första gången 29 april 1970.

### Familj och övrigt
Russell och Marina Myers gifte sig 1964. De bor nära Medford i Oregon, och paret har två barn (en son och en dotter). Russell Myers meddelade vid ett tillfälle: "Vi bor i Oregon med sju hundar, tre hästar och en damm full med koi, och det växer mossa på nordsidan." Deras intressen inkluderar läsning, gamla bilar och en lokal rallytävling varje lördag (där Russell Myers sponsrat en bil).

## Utmärkelser
Russell Myers mottog 1975 National Cartoonists Societys pris för bästa humorserie